# Crăiești, Mureș

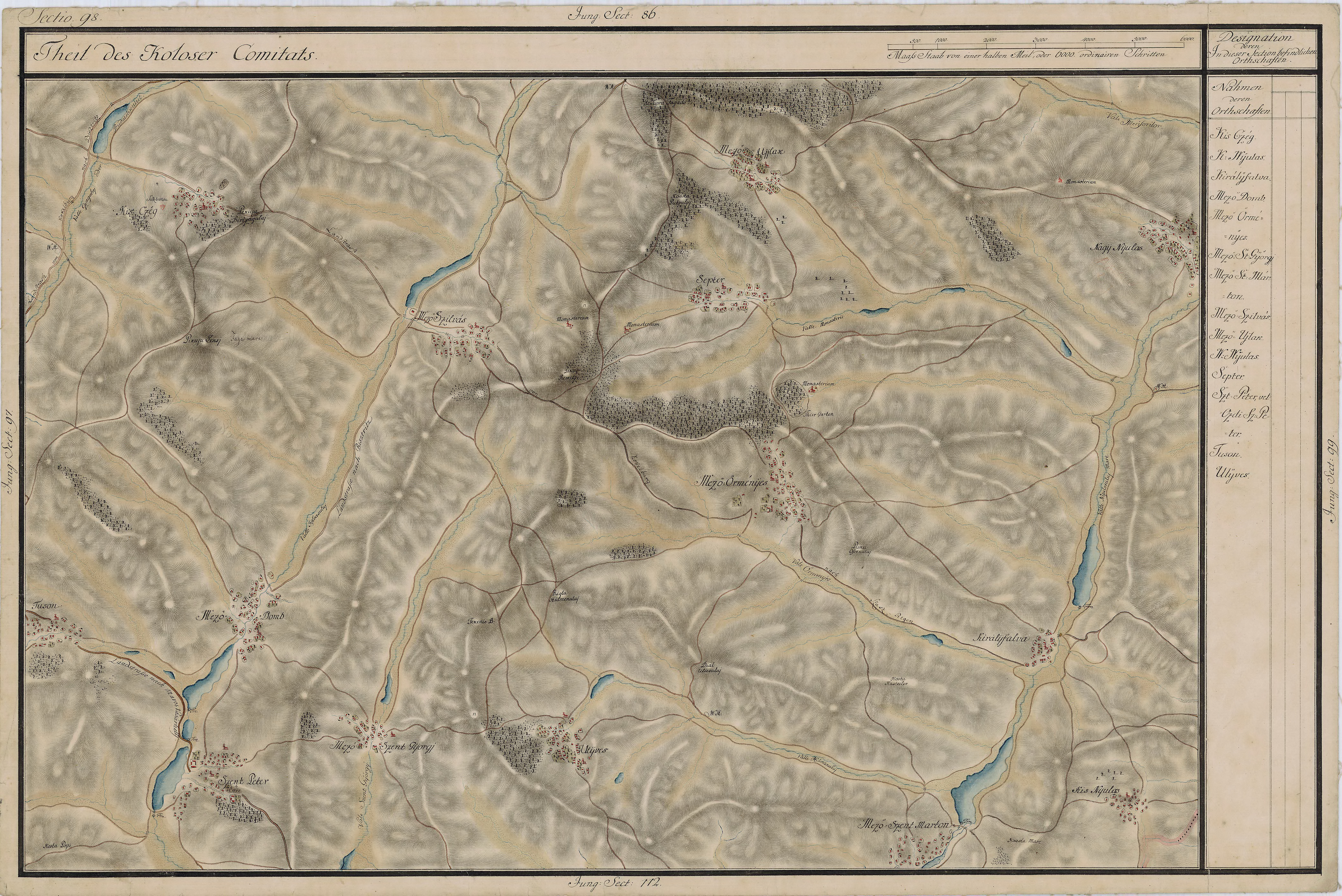
Crăiești în Harta Iosefină a Transilvaniei, 1769-1773

Crăiești (Craifalău până în anii 1920, în maghiară Mezőkirályfalva, în germană Fürstendorf) este satul de reședință al comunei cu același nume din județul Mureș, Transilvania, România.

## Istoric
Satul Crăiești este atestat documentar în anul 1549.